# 薑母鴨
薑母鴨是台灣、福建廈門及泉州的一道傳統鴨肉料理。

## 由來

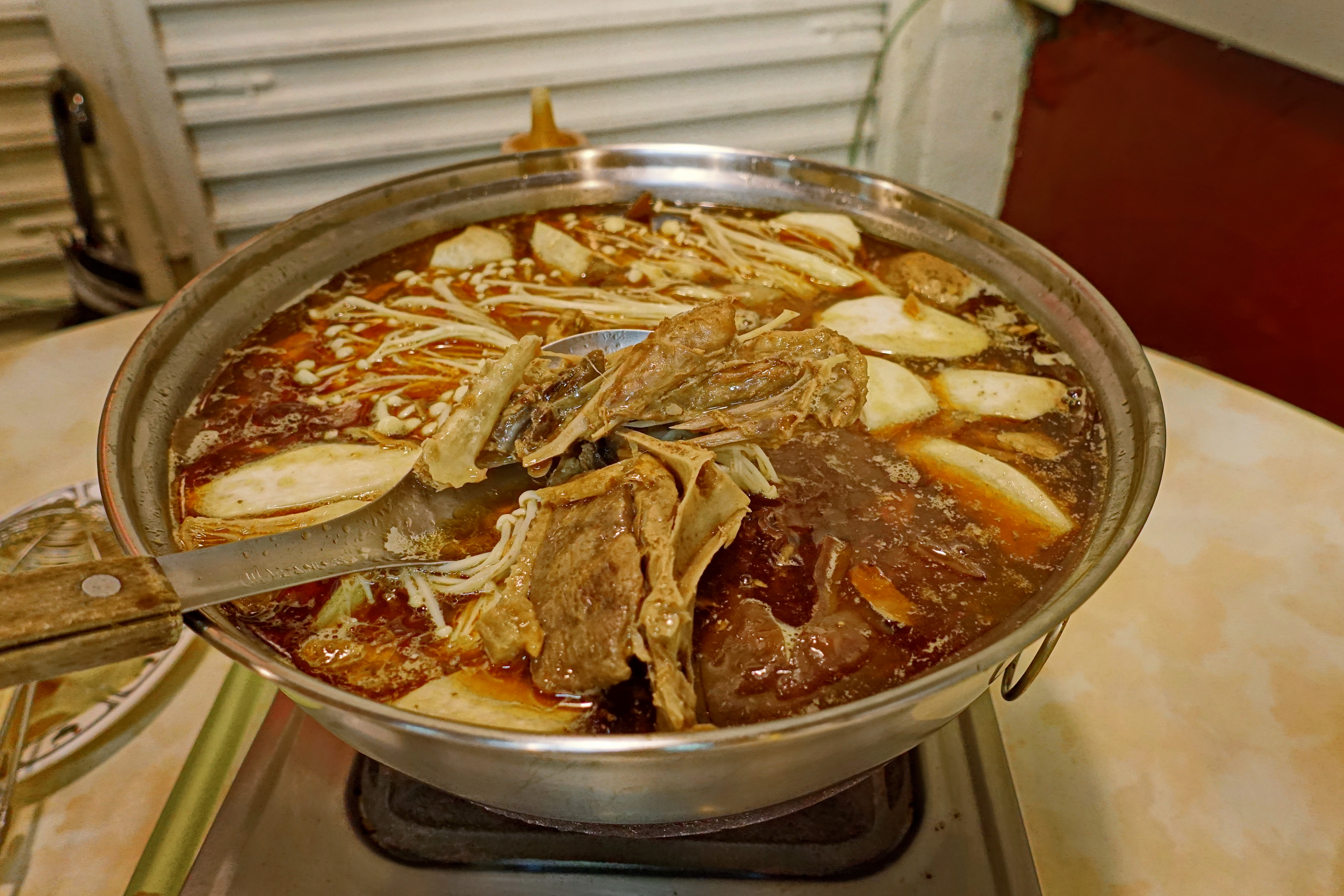
台式薑母鴨火鍋

薑母鴨由來並無定論，可能源於泉州料理鹽鴨，後傳至廈門、台灣在地化。早在清代前，泉州就有用中草藥和禽畜共同烹煮的習俗。廈門同安鹽鴨作法與廈門薑母鴨類似，同安直到1958年才劃歸廈門，在此之前都歸屬泉州，且同安人稱鹽鴨即薑母鴨，所以或許源自泉州。但泉州人亦有源自台灣的說法。鹽鴨與薑母鴨料理方式並不相同，薑母鴨湯水較多，如同麻油雞料理方式。
泉州與早年台灣薑母鴨都沒有加麻油，1980年代台灣業者加上米酒、麻油、中药配方，成為台灣坊間薑母鴨原型。
1993年起，臺灣薑母鴨口味反過來影響了原本廈門一帶薑母鴨口味。

## 各地作法

### 台灣
台灣薑母鴨必備元素是：公的紅面番鴨、麻油、老薑、米酒、中藥，再加上一只砂鍋與旺火燉煮，看起來黑紅。一吃是將鴨肉沾著豆瓣醬、豆腐乳吃，等到酒味揮發後就當火鍋吃，二吃可以逐步放入各種火鍋料與蔬菜。副食亦常搭配麵線或熱炒。現已成為台灣冬季前五大食用鍋物中之一，被當地民眾公認為嚴冬祛寒的食補料理優選。

### 廈門
廈門薑母鴨與同安鹽鴨是吃乾的，老薑片、麻油、料酒、香料跟鴨肉一起瓦煲燜煮，直到醬汁收乾，看起來黑亮。鴨胗、鴨心還會另行烹製，做成薑母鴨味的鴨胗串、鴨心串，像滷味那樣單賣外帶。
另外，在1993年起，台商到廈門展店，廈門因此除了泉州鹽鴨外，也受臺灣薑母鴨影響。

### 泉州
鹽鴨只用老薑、水與大量的鹽覆蓋鴨身，以炭火慢燉兩到三小時，做法雖然為收乾汁，但不上醬色。
亦有薑母鴨是用老薑、米酒、中藥隔水加熱慢燉之火鍋，因無麻油外觀無醬色，如台灣早期作法。

## 功效
薑母鴨在烹調時會加入老薑、川芎、當歸等材料，因為在中醫的說法中鴨肉補陰、甘冷、滋陰補虛，屬於甘冷食材，適合「虛火上炎」的體質食用，在醫學上，鴨肉的鐵質含量比牛肉高，且具豐富的維生素A及不飽和脂肪酸。
若冬天容易手腳冰冷，也可藉由薑母鴨的「活血」功效促進血液循環。